# Perfección de Cristo

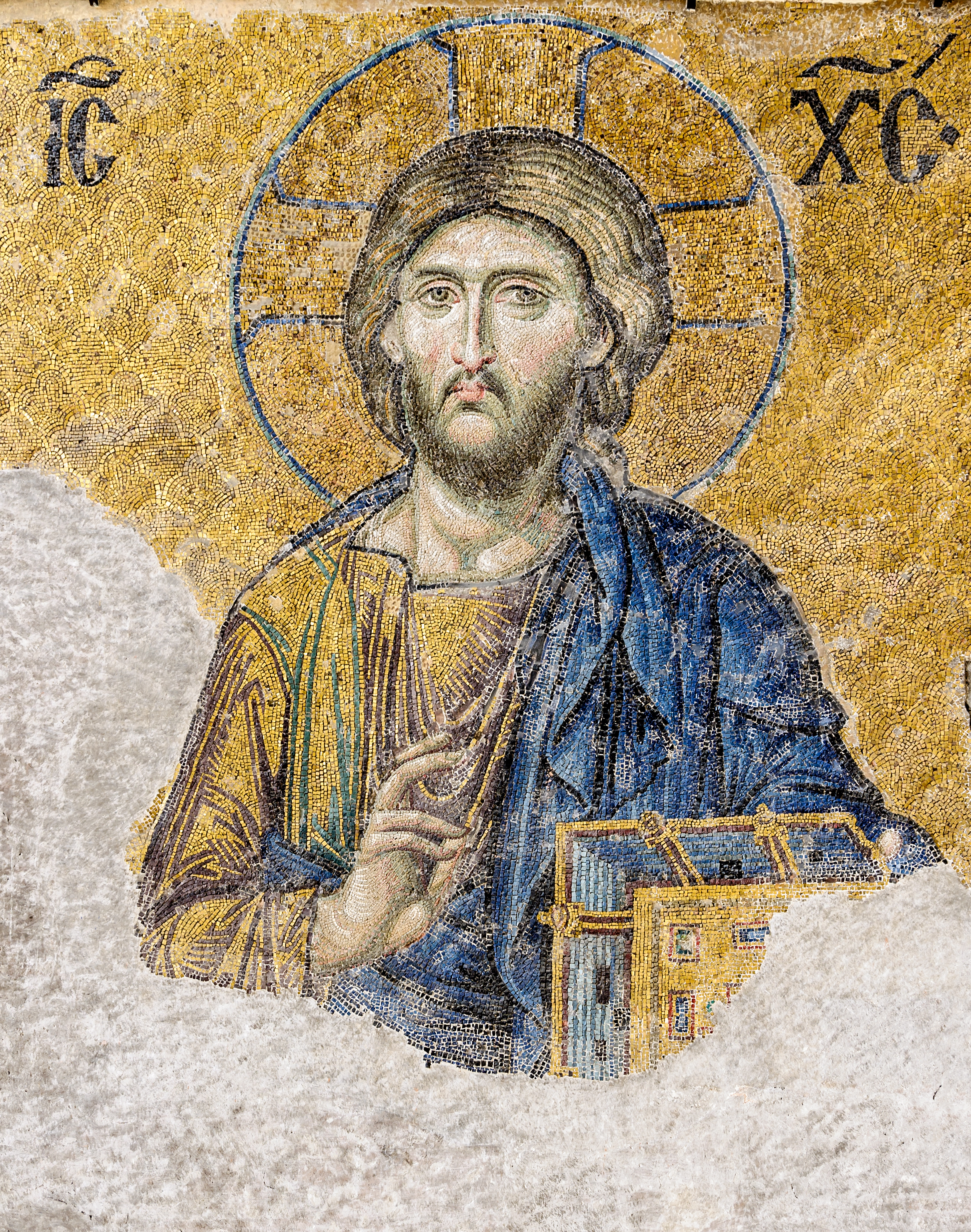
Mosaico con una representación de Jesucristo, antigua Iglesia de Santa Sofía, c. 1280.

La perfección de Cristo es un principio en la cristología que afirma que los atributos humanos de Cristo ejemplifican la perfección en todos los sentidos posibles. Otra perspectiva caracteriza a la perfección de Cristo como puramente espiritual y moral, mientras que sus rasgos humanistas están sujetos a error, potencial, y mejora como parte de la condición humana actual.
La perspectiva del apóstol Pablo sobre Cristo como el «hombre perfecto» le considera el «segundo Adán», quien dio a luz a la vida, mientras que Adán dejó una herencia de pecado, por ejemplo, en 1 Corintios 15:22 y Romanos 5:12.
En el siglo II, Ireneo de Lyon basaba su concepto de la perfección de Cristo en el Evangelio de Juan (así como otro evangelios sinópticos), más que en las epístolas paulinas. Para Ireneo la perfección de Cristo se originó de su ser «El Verbo», es decir, el Logos que preexistió como Cristo en forma perfecta, intacto del pecado: porque él era el primero, él podía alcanzar la perfección.
En el siglo III, Tertuliano hizo hincapié en la perfección de Cristo, como consecuencia fundamental de la encarnación del Logos en Cristo. En opinión de Tertuliano, sugerir que cualquier cosa podría ser añadida para mejorar a Cristo sería negar los Evangelios.
En la Edad Media un enfoque clave de los estudios cristológicos en el conocimiento de Cristo era su perfección, como en Juan 1:14, donde dice: «lleno de gracia y de verdad». En el siglo XIII, la perfección de Cristo fue objeto de un análisis teológico detallado por Tomás de Aquino en su Summa Theologiae. Juan Calvino consideraba la perfección de Cristo como fuente de gracia que cubría las manchas del pecado en otros.